# Lodi (Italia)
Lodi (Lod en lombardo, Laus Nova en latín) es un municipio y ciudad italiana, capital de la provincia homónima, en la región de Lombardía. Cuenta con una población de unos 43 000 habitantes.

## Ubicación
Lodi está situado en la baja llanura padana y a lo largo del río Adda, junto a la ciudad de Lodi Vecchio (Lod Veg en lombardo, la antigua Laus Pompeia). Es capital de la provincia de Lodi, creada en 1992. Parte del centro histórico ocupa las colinas Eghezzone.

## Demografía
| Gráfica de evolución demográfica de Lodi entre 1861 y 2001 |
|                                                            |
| Fuente ISTAT - elaboración gráfica de Wikipedia            |

## Fracciones
Fontana, Olmo, San Grato, Riolo.

## Deporte

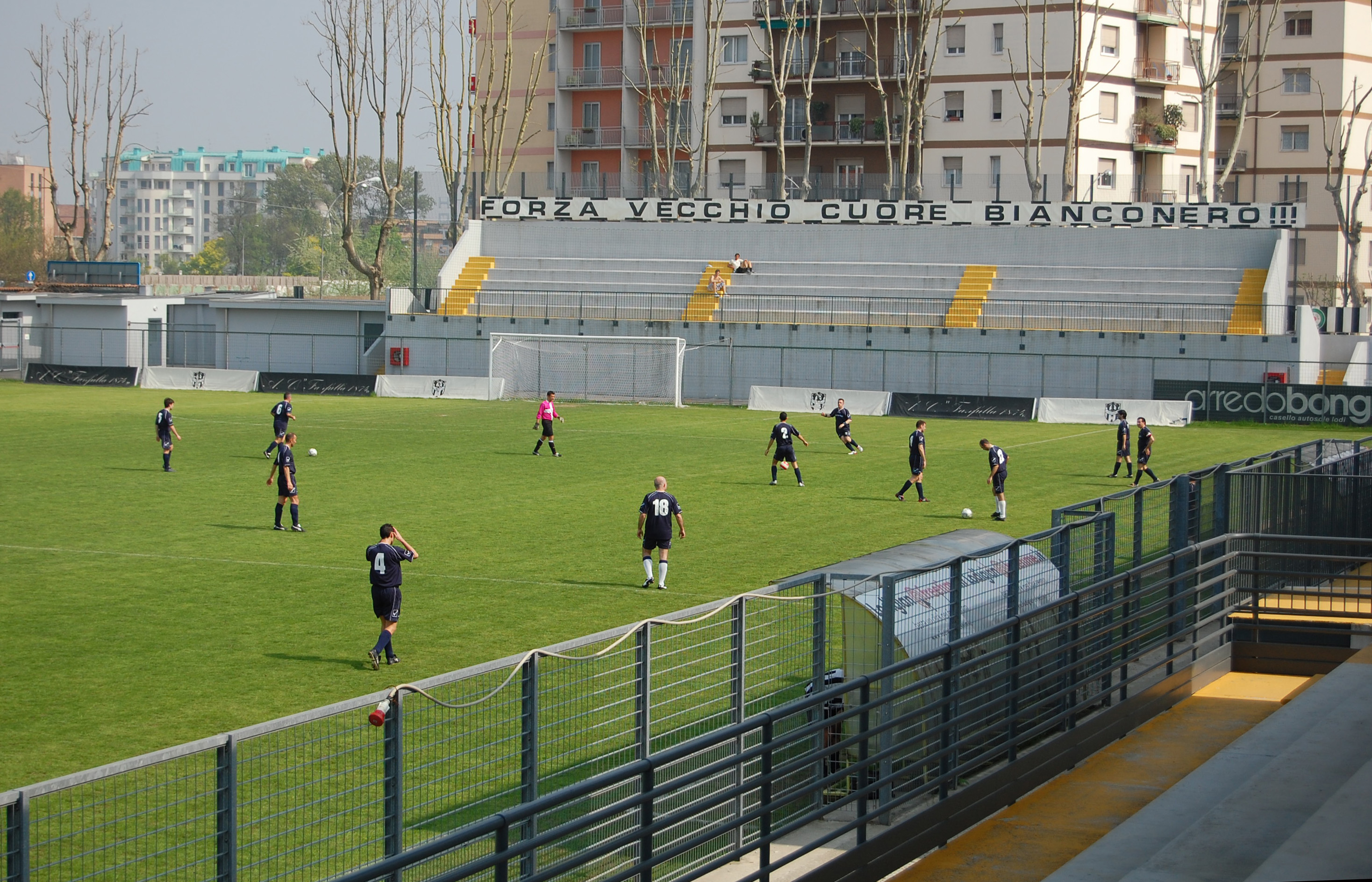
Fútbol en el Estadio Dossenina

El equipo local de fútbol es el Fanfulla, que disputa la Serie D, la cuarta categoría en Italia. El deporte más popular de la ciudad es sin embargo el hockey sobre patines: el Amatori Lodi es uno de los equipos de hockey más prestigiosos de Italia.

## Ciudades hermanadas
- Constanza (Alemania, 1986)
- Lodi, California (Estados Unidos, 1987)
- Omegna (Italia, 1987)
- Fontainebleau (Francia, 2011)